# Krumbachia virginiana
Krumbachia virginiana är en plattmaskart. Krumbachia virginiana ingår i släktet Krumbachia och familjen Typhloplanidae. Inga underarter finns listade i Catalogue of Life.